# Седова, Елена Сергеевна (легкоатлетка)
Еле́на Серге́евна Седо́ва (род. 1 марта 1990, Новосибирск) — российская легкоатлетка, специалистка по бегу на длинные дистанции и кроссу. Выступает на профессиональном уровне с 2008 года, многократная победительница и призёрка первенств всероссийского значения, участница крупных международных стартов в Европе. Представляет Новосибирскую и Московскую области. Мастер спорта России международного класса.

## Биография
Елена Седова родилась 1 марта 1990 года в Новосибирске. Дочь известного советского бегуна Сергея Владимировича Седова, чемпиона СССР по кроссу, мастера спорта международного класса.
Занималась лёгкой атлетикой с юных лет в беговой секции своего отца, первое время пробовала себя в дисциплинах 400 и 800 метров, затем стала бегать на более длинные дистанции. Окончила Новосибирский государственный технический университет (2013).
Впервые заявила о себе на международном уровне в сезоне 2008 года, когда вошла в состав российской национальной сборной и выступила на чемпионате Европы по кроссу в Брюсселе — стартовала в гонке юниорок на 4 км и стала бронзовой призёркой в командном зачёте.
В 2009 году принимала участие в чемпионате мира по кроссу в Аммане, где заняла среди юниорок 38-е место. На кроссовом европейском первенстве в Дублине помогла своим соотечественницам выиграть командный зачёт юниорок.
В 2011 году с командой Новосибирской области выиграла бронзовую медаль в эстафете 4 × 1500 метров на чемпионате России по эстафетному бегу в Сочи (впоследствии в связи с дисквалификацией команды Курской области переместилась в итоговом протоколе на вторую позицию).
В 2012 году вновь взяла бронзу в эстафете 4 × 1500 метров на чемпионате России по эстафетному бегу в Сочи. На чемпионате Европы по кроссу в Будапеште показала 13-й результат в молодёжной категории и стала победительницей командного зачёта.
В 2013 году получила серебро в дисциплине 6 км на весеннем чемпионате России по кроссу в Жуковском. Будучи студенткой, представляла страну на домашней Универсиаде в Казани, где финишировала пятой в программе полумарафона и выиграла серебряную медаль в командном зачёте женского полумарафона.
В 2014 году, помимо прочего, завоевала бронзовую награду в беге на 5000 метров на Мемориале братьев Знаменских в Жуковском.
В 2015 году взяла бронзу в кроссе на 6 км на весеннем кроссовом чемпионате России в Жуковском, в дисциплине 5000 метров на зимнем чемпионате России в Москве и на чемпионате России по полумарафону в Новосибирске (изначально финишировала четвёртой, но после допинговой дисквалификации Марии Коноваловой поднялась в итоговом протоколе на третью строку).
В 2016 году с ныне действующим рекордом чемпионата 15.28,95 выиграла бег на 5000 метров на зимнем чемпионате России в Москве, получила серебро в беге на 10 000 метров на летнем чемпионате России в Чебоксарах. С результатом 2:51:23 финишировала пятой на марафоне «Белые ночи» в Санкт-Петербурге.
В 2017 году на чемпионате России по бегу на 10 000 метров, прошедшем в рамках Мемориала братьев Знаменских в Жуковском, с результатом 32.14,43 превзошла всех соперниц и завоевала золотую медаль.
В 2018 году стала бронзовой призёркой в беге на 3000 метров на зимнем чемпионате России в Москве. Также в этом сезоне вновь выиграла чемпионат России по бегу на 10 000 метров в Жуковском, взяла бронзу в беге на 5000 метров на летнем чемпионате России в Казани.
В 2019 году выиграла бронзовую медаль на весеннем чемпионате России по кроссу в Суздале. На чемпионате России в Чебоксарах получила бронзу и серебро в дисциплинах 5000 и 10 000 метров соответственно. На чемпионате России по полумарафону в Ярославле добавила в послужной список бронзовую награду.
В 2020 году за выдающиеся спортивные достижения удостоена почётного звания «Мастер спорта России международного класса».
В 2021 году Седова обвинялась в нарушении антидопинговых правил — перепроверка её пробы, взятой на зимнем чемпионате России 2015 года, показала наличие запрещённого препарата триметазидина. Спортсменку признали виновной и лишили выигранной на чемпионате бронзовой медали, однако в конечном счёте ей удалось доказать невиновность — привлечённые юристы показали, что в действиях Елены отсутствовал элемент вины или халатности, так как она использовала препарат в 2014 году, когда триметазидин был запрещён лишь в соревновательный период.